# Projekt (budownictwo)
Projekt – zestaw rysunków technicznych i dokumentacji, pokazujący ideę wykonania obiektu budowlanego.
Podstawowym elementem projektu jest zestaw rysunków architektonicznych, ukazujących kształt i wielkość budynku, jego umieszczenie na działce budowlanej, podział pomieszczeń w jego wnętrzu, rodzaj użytych materiałów itp. W późniejszych fazach projektu wykonywane są rysunki i obliczenia konstrukcyjne, ukazujące rodzaj konstrukcji budynku i jej elementy, oraz rysunki instalacyjne, przedstawiające rodzaj i rozmieszczenie instalacji: wodnych, elektrycznych, teletechnicznych, kanalizacji itp. Projekt zawiera też opis techniczny, który przedstawia idee projektu w formie pisemnej oraz rysunki szczegółów budowlanych (detale).
Zazwyczaj projektowanie budynku dzieli na następujące fazy:
- projekt wstępny (koncepcyjny) – zestaw rysunków architektonicznych o niewielkim stopniu uszczegółowienia i skali (np. 1:100, 1:200), służący do przedstawienia idei budynku zainteresowanym stronom i jego wstępnej akceptacji. Projekt koncepcyjny zawiera zwykle rzuty, elewacje i plan usytuowania budynku na działce.
- projekt budowlany – jest to rozszerzony projekt wstępny, zawierający szczegóły rozwiązań technicznych, konstrukcyjnych i materiałowych. Projekt budowlany przedstawia sposób i technologię, w jakiej budynek ma powstać. Projekt w tej fazie przedstawiany jest urzędom państwowym oraz innym uprawnionym osobom i instytucjom w celu uzyskania pozwolenia na budowę. Zawiera rzuty, elewacje i przekroje budynku w nieco dokładniejszej skali (np. 1:50, 1:100) i o większej ilości detali, co umożliwia zrozumienie sposobu powstania budynku i ocenę prawidłowości przyjętych rozwiązań.
- projekt przetargowy – projekt zawierający informacje niezbędne do wyłonienia w drodze przetargu wykonawcy robót budowlanych[1]
- projekt wykonawczy – powstaje po uzyskaniu potrzebnych zezwoleń i służy firmie budowlanej wykonującej budynek jako podstawa do wykonywania prac i ukończenia budowy. Zawiera rzuty, przekroje i elewacje oraz wszystkie szczegóły wyjaśniające sposób budowy, w tym rysunki detali budowlanych w dużych skalach (np. 1:20, 1:10, niekiedy nawet 1:1), jak również pełne projekty konstrukcji oraz instalacji budynku.

W Polsce uprawnienia do wykonywania projektów budynków posiadają osoby o odpowiednim wykształceniu inżynierskim (architektonicznym, konstrukcyjnym, instalacyjnym itp.) oraz należące do odpowiedniego samorządu zawodowego (np. izby inżynierów budowlanych) i przez to posiadające uprawnienia do wykonywania zawodu.